# Michele Navarra

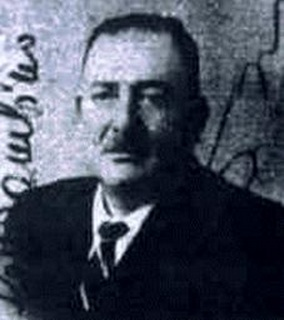
Michele Navarra

Michele Navarra (* 5. Januar 1905 in Corleone; † 2. August 1958 ebenda) war ein Mitglied der sizilianischen Cosa Nostra und von 1943 bis 1958 das Oberhaupt der Corleonesi, ein Clan aus der berüchtigten Mafia-Hochburg Corleone. Er war von Beruf Arzt, weshalb er auch oft „Dr. Navarra“ genannt wurde.

## Leben
Navarra kam als Sohn eines Lehrers aus dem Mittelstand zur Welt und trat erst durch seine Frau in Kontakt zur Cosa Nostra. Innerhalb der Familie von Corleone stieg er während der 1930er Jahre auf. 1943 starb Calogero Lo Bue, der Chef der Familie von Corleone. Auf dem Totenbett bestimmte er Navarra zu seinem Nachfolger.

„Wenn sich meine Augen schließen, sehe ich weiter mit denen des Michele Navarra.“

Navarra wurde nun der Chef der Familie; diese konnte ihre Aktivitäten wieder im vollen Umfang aufnehmen, denn die Alliierten waren auf Sizilien gelandet und hatten die Insel vom Faschismus befreit. Unter Mussolinis Herrschaft dagegen war die Cosa Nostra besonders in der zweiten Hälfte der 1920er Jahre bekämpft worden. Die US-Armee gestattete Navarra im Jahr 1943, italienische Militärfahrzeuge, die während der Invasion zurückgelassen worden waren, zu übernehmen. Dadurch konnte er ein ertragreiches Transportunternehmen aufbauen. Mit dessen Leitung betraute er bald seinen Bruder. Navarra wurde 1946 Direktor des Spitals von Corleone, nachdem sein Vorgänger von einem Unbekannten ermordet wurde.
Außerdem war er Präsident des Bauernverbandes von Corleone, Treuhänder der Bauerngewerkschaft, Aufseher des Krankenversicherungswesen in der Region sowie Aufsichtsrat der staatlichen Eisenbahngesellschaft, eines Tuberkulosezentrums und einer Krankenversicherung für Kleinbauern. Seine Freunde brachte Navarra, der mehr an Ämtern und Einfluss denn an Geld interessiert war, in zahlreichen einflussreichen, halbstaatlichen Stellen unter. Navarra war auch eng mit der christdemokratischen Partei Italiens, der Democrazia Cristiana, verbunden, nachdem er vorher erst die Unabhängigkeit Siziliens und dann die Liberalen unterstützt hatte. Wie die gesamte Cosa Nostra nahm er dem Kommunismus gegenüber eine feindliche Haltung ein und verhinderte, dass Gewerkschaften in Corleone Fuß fassen konnten.
Einen verwundeten potentiellen Zeugen gegen die Cosa Nostra tötete Navarra; er gab dem im Krankenhaus von Corleone unter Bewachung liegenden aussagewilligen Jungen eine Beruhigungsspritze, die Gift enthielt.
Auch war er wahrscheinlich der Auftraggeber des Mordes an dem Gewerkschafter und Widerstandskämpfer Placido Rizzotto, der von Luciano Liggio ausgeführt wurde. Liggio, der durch Navarra zur Cosa Nostra kam, trieb am 10. März 1948, kurz vor den ersten Parlamentswahlen der italienischen Republik, Rizzotto mit vorgehaltener Waffe aus Corleone, zwang ihn niederzuknien und schoss ihm dreimal in den Kopf. Vor dem Rathaus in Corleone steht heute ein Denkmal für Rizzotto.
Navarra verhinderte durch seine Kontakte in Palermo und Rom auch den Bau eines Staudamms. Dieser Staudamm sollte über 100.000 Hektar Land bewässern und fruchtbar machen, worin die Menschen der armen Region große Hoffnungen gesetzt hatten.
Ab Mitte der 1950er Jahre distanzierte sich Liggio von seinem ehemaligen Förderer Navarra und es kam zum offenen Machtkampf. Liggio hatte eine Gruppe junger, ehrgeiziger Männer um sich geschart, die ihm treu ergeben waren. Navarra, der seine Interessen stets rücksichtslos durchgesetzt hatte, kannte Liggio als ebenso rücksichtslosen Killer und wollte nach mehreren Provokationen Liggios diesen nun bestrafen. Ein Anschlag schlug jedoch fehl, denn Liggio wurde nur leicht verletzt.
Liggio und seine Anhänger holten zum Gegenschlag aus und waren erfolgreich. Am 2. August 1958 töteten Liggios Männer Navarra und einen unbeteiligten Arzt, als diese mit Navarras Auto auf dem Rückweg von Lercara Friddi nach Corleone waren. Im Anschluss an den aufsehenerregenden Mord wurden Navarras Anhänger verfolgt und nahezu alle getötet. Daraufhin nahm Liggio den Platz Navarras in der Cosa Nostra ein.
Die Bauern des Ortes nannten Navarra auch „U patri Nostru“ - „Unser Vater“.

## Filme und Dokumentationen
- 2007: Der Boss der Bosse (OT: Il capo dei capi): 6-teilige Serie über die sizilianische Cosa Nostra, in welcher die erste Episode den Konflikt zwischen Liggio und Navarra und dessen Ermordung aufzeigt.